# Klinga (Parthenstein)

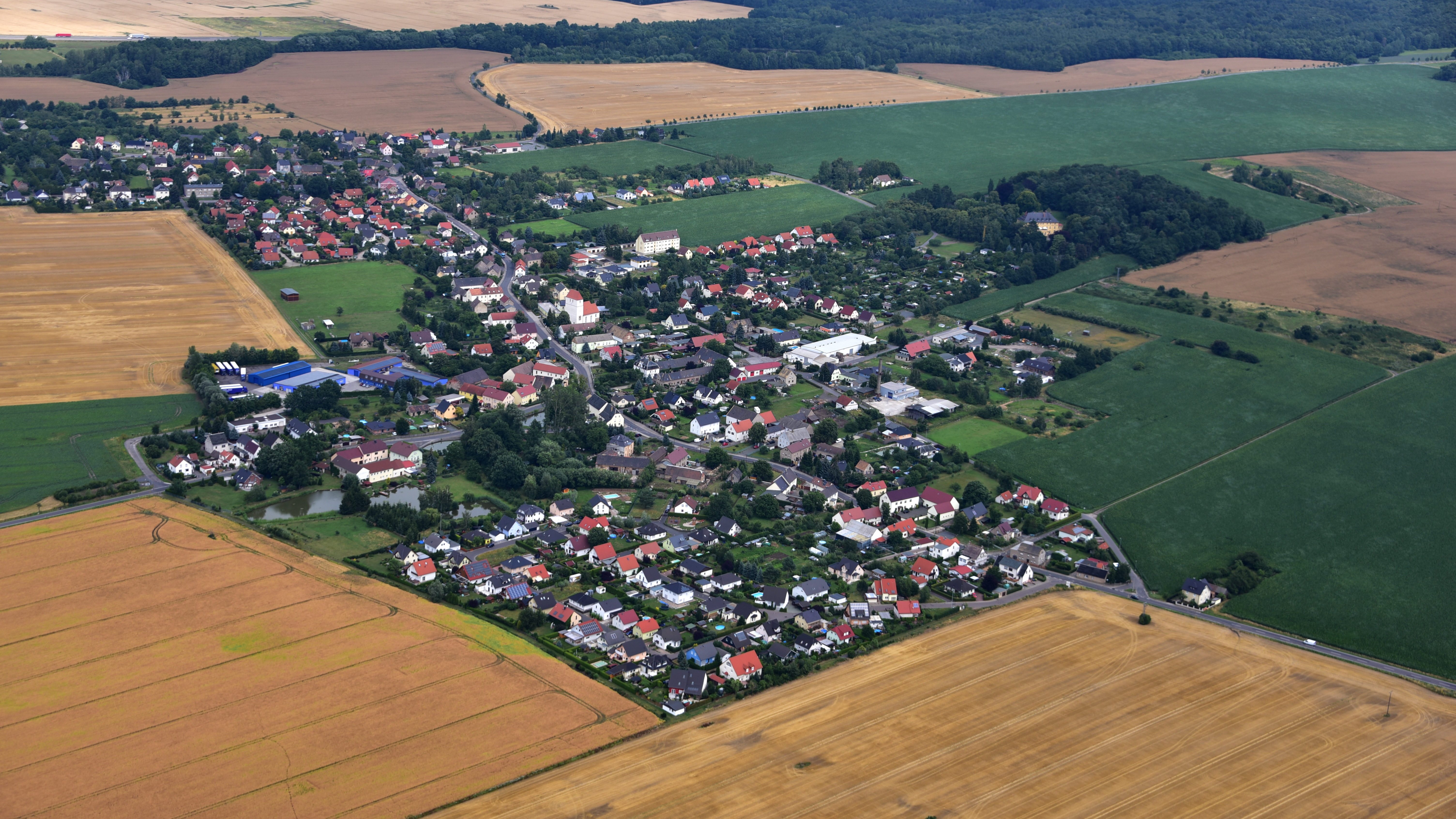
Klinga, Luftaufnahme 2017

Klinga ist ein Gemeindeteil der sächsischen Gemeinde Parthenstein im Landkreis Leipzig.

## Geografie
Klinga liegt etwa 3,5 Kilometer östlich von Naunhof. Zu Klinga gehört zudem der frühere Ort Staudtnitz, heute eine Gemarkung innerhalb der Gemeinde Parthenstein. Nordöstlich des Ortes verläuft die Bundesautobahn 14, die nächstgelegene Anschlussstelle Klinga ist etwa 1 Kilometer von der Ortsmitte entfernt.
Nachbarorte von Klinga sind Ammelshain im Norden, Altenhain im Nordosten, Seelingstädt im Osten, Beiersdorf im Südosten, Großsteinberg im Süden, Lindhardt im Südwesten sowie Naunhof im Westen.

## Geschichte

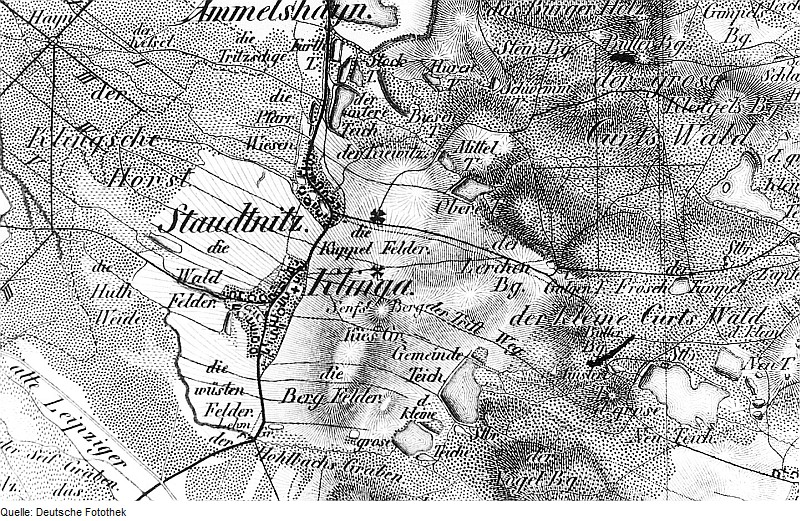
Klinga und Staudtnitz auf einer Karte von Hermann Oberreit (1836–39)

### Klinga mit Staudtnitz
Die erste urkundliche Erwähnung von Klinga datiert von 1251 als Clinga, Staudtnitz wird bereits 1186 als Studiniz erwähnt.

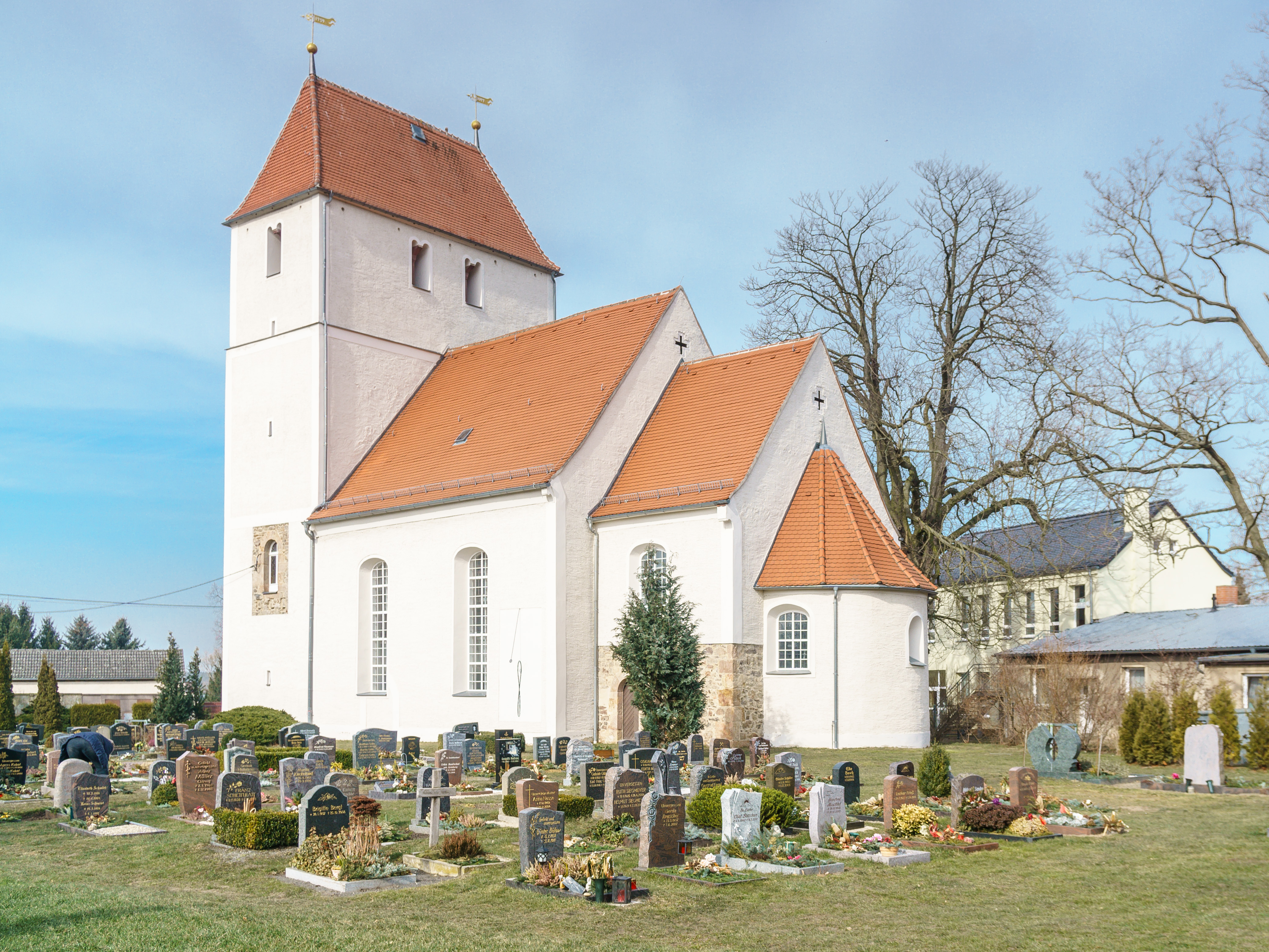
Kirche Klinga

Das Baujahr der Klingaer Kirche konnte durch fehlende schriftliche Belege bis dato nicht geklärt werden, vermutet wird das 12. Jahrhundert. Von den seitdem geschehenen Umbauten ist bis heute noch die Innenraumgestaltung aus den Jahren 1728–64 erhalten geblieben. Zu dieser Zeit wurden die ursprünglich sehr kleinen Fenster vergrößert, das heutige Westportal in den Turm gebrochen (sogleich die Süd- und Nordtür zugemauert), ein noch heute vorhandener Taufengel angeschafft, Emporen eingebaut sowie 1744 die Orgel eingebaut.
August Schumann nennt 1817 im Staats-, Post- und Zeitungslexikon von Sachsen Klinga betreffend u. a.: 

„Es gehört schrifts. zum Rittergute Pombsen, hat eine Filialkirche von Nauenhof, in welche das Dorf Staudtnitz eingepfarrt ist; 30 Häuser, 140 Einwohner, mit 10 Hufen, […], 85 Kühen und 700 Schaafen.“

Staudtnitz betreffend führt Schumann 1824 im Staats-, Post- und Zeitungslexikon an: 

„[…], gehört mit Ober- und Erbgerichten zum Rittergute Seelingstädt, […] hat in etwa 24 Häusern gegen 120 Bewohner […] gegen 80 Kühe und 3 ½ Hufen, und ist nach Klinga gepfarrt. […] Der Ort hat den Bierzwang nach Grimma von Mariä Geburt bis Johannis, im übrigen Theile des Jahrs aber die Freiheit, überall Bier zu holen.“

1936 wurde Staudtnitz nach Klinga eingemeindet. 1924 und erneut 1961 wurde die barocke Ausmalung der Kirche erneuert, 1958/59 wurde im Kirchturm ein Gemeinderaum eingerichtet.
Zum 1. Januar 1994 wurde aus den bis dahin eigenständigen Gemeinden Grethen, Großsteinberg, Klinga und Pomßen die Gemeinde Parthenstein neugebildet.

### Entwicklung der Einwohnerzahl
| Jahr      | Einwohnerzahl                            |
| --------- | ---------------------------------------- |
| 1548/51 1 | 22 besessene Mann, 25 Inwohner, 21 Hufen |
| 1551 2    | 14 besessene Mann, 3 Inwohner            |
| 1764 1    | 22 besessene Mann, 11 Häusler, 10 Hufen  |
| 1764 2    | 19 besessene Mann, 8 Häusler, 3 ½ Hufen  |
| 1834 1    | 225                                      |
| 1834 2    | 140                                      |

| Jahr   | Einwohnerzahl |
| ------ | ------------- |
| 1871 1 | 255           |
| 1871 2 | 158           |
| 1890 1 | 259           |
| 1890 2 | 187           |
| 1910 1 | 226           |
| 1910 2 | 242           |

| Jahr   | Einwohnerzahl |
| ------ | ------------- |
| 1925 1 | 316           |
| 1925 2 | 357           |
| 1939 3 | 730           |
| 1946 3 | 963           |
| 1950 3 | 957           |
| 1964 3 | 739           |

| Jahr   | Einwohnerzahl |
| ------ | ------------- |
| 1990 3 | 692           |
| 2010 3 | 1099          |
| 2013 3 | 1077          |